# Ibrahim Al Shami
Ibrahim al-Shami J. (Sevilla, 16 de enero de 1995) es un actor y modelo sirioespañol, conocido por interpretar el papel de Isaac Guerrero en la telenovela El secreto de Puente Viejo.

## Biografía
Ibrahim Al Shami nació el 16 de enero de 1995 en Sevilla, en la comunidad de Andalucía (España), desde temprana edad mostró inclinación por la actuación.

## Carrera
Ibrahim Al Shami completó sus estudios en la escuela de arte dramático de Sevilla (ESAD), y también asistió a clases de coaching impartidas por Jorge Elorza y Raquel Pérez. Posteriormente trabajó como modelo y también prestó su voz a varias campañas publicitarias en España. En el 2016 comenzó su carrera actoral en la serie Centro médico. Al año siguiente, en 2017, protagonizó la película Fogueo dirigida por David Sainz. En 2018 protagonizó la película Jaulas dirigida por Nicolás Pacheco.
En 2018 y 2019 fue elegido para interpretar el papel de Isaac Guerrero en la telenovela emitida en Antena 3 El secreto de Puente Viejo y donde actuó junto a actores como Alejandra Meco, María Lima, Iván Montes, Paula Ballesteros, José Milán y Lucía Margo. En 2020 y 2021 se unió al elenco de la serie Valeria, en la que interpretó el papel de Adrián. En 2021 protagonizó las series Deudas (como Javi) y Jhon Jatenjor's Interviews. En el mismo año interpretó el papel de David Montenegro Liaño en la serie emitida en Antena 3 Toy Boy. En el 2023 interpretó el papel de Fernando en la serie emitida en Telecinco Mía es la venganza.

## Filmografía

### Cine
| Año  | Título           | Personaje       | Director        |
| ---- | ---------------- | --------------- | --------------- |
| 2017 | Fogueo           | Fernando        | David Sainz     |
| 2018 | Jaulas           | Voz off         | Nicolás Pacheco |
| 2024 | ¿Quién es quién? | Comensal parque | Martín Cuervo   |

### Televisión
| Año         | Título                     | Personaje                    | Cadeña               | Notas         |
| ----------- | -------------------------- | ---------------------------- | -------------------- | ------------- |
| 2016        | Centro médico              |                              | La 1                 | 1 episodio    |
| 2018 - 2019 | El secreto de Puente Viejo | Isaac Guerrero               | Antena 3             | 294 episodios |
| 2020 - 2021 | Valeria                    | Adrián J. Moreno             | Netflix              | 14 episodios  |
| 2021        | Deudas                     | Javier "Javi" Reyes Carranza | Atresplayer          | 13 episodios  |
| 2021        | Toy Boy                    | David Montenegro Liaño       | Atresplayer          | 3 episodios   |
| 2023        | Mía es la venganza         | Fernando Serra Hidalgo       | Telecinco / Divinity | 110 episodios |
| 2023        | La promesa                 | Adriano                      | La 1                 | 30 episodios  |
| 2024        | El Marqués                 | Ramón Pertierra de Medina    | Telecinco            |               |

## Programas de televisión
| Año  | Título                     | Notas      |
| ---- | -------------------------- | ---------- |
| 2021 | Jhon Jatenjor's Interviews | 1 episodio |